# Хеновеса
Хеновеса (Тауэр) (исп. Isla Genovesa, Tower) — остров в составе архипелага Галапагос, благодаря своей необычной орнитофауне привлекающий обильный поток туристов.
Название остров Хеновиса получил в честь итальянского города Генуи (итал. Genova), родины Христофора Колумба. 

## География
На острове площадью всего 14,10 км² обитают многочисленные красноногие олуши, а также три вида вьюрков Дарвина. Кроме того, его территория кишит красноклювыми фаэтонами и качурками. 
Высшая точка острова — 64 м над уровнем моря — представляет собой в геологическом отношении вершину древнего щитового вулкана.
Остров Хеновеса с координатами 0°19′ с. ш.,  89°57′ з. д. — ближайшая суша к центру Западного полушария, находящемуся в Тихом океане на пересечении 90-го западного меридиана и экватора.

## Туризм
Туристы посещают, как правило, два места. Одно из них —  названная в честь принца Филиппа (Prince Phillip’s Steps), любившего этот остров, тропа над утёсами, ведущая к многочисленным птичьим гнёздам. Другое — пляж Дарвина (Darwin Beach), где можно заниматься и дайвингом.